# 969 Леокадія
969 Леокадія (969 Leocadia) — астероїд головного поясу, відкритий 5 листопада 1921 року.
Тіссеранів параметр щодо Юпітера — 3,459.